# Collegio Venturoli
Il Collegio Venturoli è una istituzione benefica fondata nel 1822 da Angelo Venturoli (un architetto) a Bologna. Il Collegio si occupa di ospitare e sostenere giovani artisti durante la loro formazione. Dalla sua fondazione al 2014 il collegio ha ospitato 166 artisti.
(Angelo Venturoli, Testamento di Angelo Venturoli)

## Storia
In via Centotrecento già dal Cinquecento era presente il collegio illirico e ungarico, chiuso nel 1782 per volere di Giuseppe II d'Austria.
Angelo Venturoli alla sua morte (1821) lasciò il compito della creazione del Collegio ai suoi tre esecutori testamentari, che individuarono un edificio di proprietà delle monache Scalze del Terz'Ordine di Santa Teresa in via Centotrecento, dove sorge tuttora il Collegio stesso. Nel 1822 venne individuato l'edificio e il Collegio cominciò ad operare a partire dal 1825. Strategicamente l'edificio si trovava di fianco alla sede dell'Accademia di Belle Arti.
L'attività è continuata ininterrottamente fino al 1993, quando il Collegio è stato trasformato in una Fondazione, il cui compito è quello di sostenere i giovani artisti con borse di studio, escludendo di operare direttamente nella formazione come era previsto in precedenza.